# Codici aeroportuali IATA - L

## LA-LF
- LAA Aeroporto civile, Lamar (Colorado), Stati Uniti d'America
- LAB Aeroporto civile, Lablab, Papua Nuova Guinea
- LAC Aeroporto civile, Layang Layang, Malaysia
- LAD Aeroporto di Luanda-4 de Fevereiro, Luanda, Angola [1]
- LAE Aeroporto Nadzab, Lae, Papua Nuova Guinea
- LAF Aeroporto Purdue University, Lafayette (Indiana), Stati Uniti d'America
- LAG Aeroporto civile, La Guaira, Venezuela
- LAH Aeroporto Taliabu, Labuha, Indonesia
- LAI Aeroporto Servel, Lannion, Francia
- LAJ Aeroporto civile, Lages (SC), Brasile
- LAK Aeroporto Aklavik, Aklavik, Canada
- LAL Aeroporto Regional, Lakeland (Florida), Stati Uniti d'America
- LAM Aeroporto civile, Los Alamos, Nuovo Messico), Stati Uniti d'America
- LAN Aeroporto Internazionale di Lansing, Lansing (Michigan), Stati Uniti d'America
- LAO Aeroporto civile, Laoag, Filippine
- LAP Aeroporto General Manuel M. de Leon, La Paz, Messico
- LAQ Aeroporto Labraq, El Beida, Libia
- LAR Aeroporto regionale di Laramie, Laramie (Wyoming), Stati Uniti d'America
- LAS Aeroporto McCarran International, Las Vegas (Nevada), Stati Uniti d'America
- LAU Aeroporto Mwana / Manda, Lamu, Kenya
- LAV Aeroporto civile, Lalomalava, Samoa Occidentali
- LAW Aeroporto Lawton Municipal, Lawton (Oklahoma), Stati Uniti d'America
- LAX Aeroporto Internazionale di Los Angeles (California), Stati Uniti d'America
- LAY Aeroporto civile, Ladysmith, Sudafrica
- LAZ Aeroporto civile, Bom Jesus Da Lapa (Buenos Aires), Argentina
- LBA Aeroporto civile, Leeds / Bradford / West Yorkshire, Regno Unito
- LBB Aeroporto Lubbock International, Lubbock (Texas), Stati Uniti d'America
- LBC Aeroporto Blankensee, Luebeck, Germania
- LBD Aeroporto di Chujand, Chujand, Tagikistan
- LBE Aeroporto Westmoreland County, Latrobe (Pennsylvania), Stati Uniti d'America
- LBF Aeroporto civile, North Platte (Nebraska), Stati Uniti d'America
- LBG Aeroporto di Parigi-Le Bourget, Parigi, Francia
- LBH Aeroporto civile, Sydney Palm Beach, Australia
- LBI Aeroporto Le Sequestre, Albi, Francia
- LBJ Aeroporto civile, Labuan Bajo Mutiara, Indonesia
- LBK Aeroporto civile, Liboi, Kenya
- LBL Aeroporto Glenn L. Martin Terminal, Liberal (Kansas), Stati Uniti d'America
- LBM Aeroporto civile, Luabo, Mozambico
- LBN Aeroporto civile, Lake Baringo, Kenya
- LBO Aeroporto civile, Lusambo, Repubblica Democratica del Congo
- LBP Aeroporto civile, Long Banga, Malaysia
- LBQ Aeroporto civile, Lambarene, Gabon
- LBR Aeroporto civile, Lábrea, Brasile
- LBS Aeroporto civile, Labasa, Figi
- LBT Aeroporto Municipal, Lumberton (Carolina del Nord), Stati Uniti d'America
- LBU Aeroporto di Labuan, Labuan, Malaysia
- LBV Aeroporto di Libreville-Léon M'Ba, Libreville, Gabon
- LBW Aeroporto Juvai Semaring, Longbawan, Indonesia
- LBX Aeroporto Occidental Mindoro, Lubang, Filippine
- LBY Aeroporto di La Baule-Escoublac, La Baule-Escoublac, Francia
- LCA Aeroporto Larnaca International, Larnaca, Cipro
- LCC Aeroporto di Lecce-Galatina, Galatina, Italia
- LCD Aeroporto civile, Louis Trichardt, Sudafrica
- LCE Aeroporto Internazionale Golosón, La Ceiba, Honduras
- LCG Aeroporto Alvedro, La Coruna, Spagna
- LCH Aeroporto Lake Charles Regional, Lake Charles (Louisiana), Stati Uniti d'America
- LCI Laconia Municipal Airport, Laconia (New Hampshire), Stati Uniti d'America
- LCJ Aeroporto civile, Łódź, Polonia
- LCK Rickenbacker Air National Guard Base, Rickenbacker (Ohio), Stati Uniti d'America
- LCL Aeroporto civile, La Coloma, Cuba
- LCM Aeroporto civile, La Cumbre, Argentina
- LCN Aeroporto civile, Balcanoona, Australia
- LCO Aeroporto civile, Lague, Congo
- LCR Aeroporto civile, La Chorrera, Colombia
- LCS Aeroporto civile, Las Canas, Costa Rica
- LCV Aeroporto di Lucca-Tassignano, Capannori, Italia
- LCY Aeroporto di Londra-City, Londra, Regno Unito
- LDA Aeroporto civile, Malda, India
- LDB Aeroporto civile, Londrina (PR), Brasile
- LDC Aeroporto civile, Lindeman Island, Australia
- LDE Aeroporto di Tarbes-Lourdes-Pyrénées, Lourdes / Tarbes, Francia
- LDH Aeroporto civile, Lord Howe Island (Nuova Galles del Sud), Australia
- LDI Aeroporto civile, Lindi, Tanzania
- LDJ Aeroporto civile, Linden (New Jersey), Stati Uniti d'America
- LDK Aeroporto civile, Lidköping, Svezia
- LDN Aeroporto civile, Lamidanda, Nepal
- LDO Aeroporto civile, Ladouanie, Suriname
- LDR Aeroporto civile, Lawdar, Yemen
- LDU Aeroporto civile, Lahad Datu, Malaysia
- LDV Aeroporto civile, Landivisiau, Francia
- LDW Aeroporto civile, Lansdowne, Australia
- LDX Aeroporto civile, Saint-Laurent-du-Maroni, Guyana francese
- LDY Aeroporto Eglinton, Londonderry / City Of Derry, Regno Unito
- LDZ Aeroporto civile, Londolozi, Sudafrica
- LEA Aeroporto Exmouth, Learmouth (Australia Occidentale), Australia
- LEB Aeroporto Lebanon Regional, Lebanon / Hanover / White River, Stati Uniti d'America
- LED Aeroporto di Pulkovo, San Pietroburgo, Russia
- LEE Aeroporto Municipal, Leesburg (Florida), Stati Uniti d'America
- LEF Aeroporto civile, Kuebunyane, Lesotho
- LEG Aeroporto civile, Aleg, Mauritania
- LEH Aeroporto Octeville, Le Havre, Francia
- LEI Aeroporto civile, Almería, Spagna
- LEJ Aeroporto di Lipsia-Halle, Lipsia / Halle, Germania
- LEK Aeroporto Tata, Labe, Guinea
- LEL Aeroporto civile, Lake Evella (Territorio del Nord), Australia
- LEM Aeroporto civile, Lemmon, Stati Uniti d'America
- LEO Aeroporto civile, Leconi, Gabon
- LEP Aeroporto civile, Leopoldina, Brasile
- LEQ Aeroporto St. Just, Lands End, Regno Unito
- LER Aeroporto civile, Leinster (Australia Occidentale), Australia
- LES Aeroporto civile, Lesobeng, Lesotho
- LET Aeroporto General Vasquez Cobo, Leticia, Colombia
- LEU Aeroporto civile, La Seu d'Urgell, Spagna
- LEV Aeroporto civile, Bureta, Figi
- LEW Aeroporto civile, Auburn-Lewiston, Stati Uniti d'America
- LEX Aeroporto Blue Grass Field, Lexington (Kentucky), Stati Uniti d'America
- LEZ Aeroporto civile, La Esperanza, Honduras
- LFI Langley Air Force Base, Hampton/Langley (Virginia), Stati Uniti d'America
- LFK Angelina County Airport, Lufkin (Texas), Stati Uniti d'America
- LFN Aeroporto civile, Louisburg Franklin, Stati Uniti d'America
- LFO Aeroporto civile, Kelafo, Etiopia
- LFP Aeroporto civile, Lakefield, Australia
- LFR Aeroporto civile, La Fria, Venezuela
- LFT Aeroporto Lafayette Regional, Lafayette/ New Iberia (Louisiana), Stati Uniti d'America
- LFW Aeroporto Internazionale di Lomé-Gnassingbé Eyadéma, Lomé, Togo

## LG-LM
- LGA Aeroporto La Guardia, New York (New York), Stati Uniti d'America
- LGB Aeroporto di Long Beach Airport (Daugherty Field), Long Beach (California), Stati Uniti d'America
- LGC Aeroporto civile, LaGrange (Georgia), Stati Uniti d'America
- LGD Aeroporto Automatic Weather Observing / Reporting System, La Grande (Oregon), Stati Uniti d'America
- LGF Aeroporto civile, Yuma Laguna AAF, Stati Uniti d'America
- LGG Aeroporto di Liegi-Bierset, Liegi, Belgio
- LGH Aeroporto civile, Leigh Creek (Australia Meridionale), Australia
- LGI Aeroporto civile, Deadmans Cay / Long Island, Bahamas
- LGK Aeroporto di Langkawi, Malaysia
- LGL Aeroporto civile, Long Lellang, Malaysia
- LGM Aeroporto civile, Laiagam, Papua Nuova Guinea
- LGN Aeroporto civile, Linga Linga, Papua Nuova Guinea
- LGO Aeroporto civile, Langeoog, Germania
- LGP Aeroporto Albay, Legaspi, Filippine
- LGQ Aeroporto civile, Lago Agrio, Ecuador
- LGR Aeroporto civile, Cochrane, Cile
- LGS Aeroporto civile, Malargue (Maryland), Argentina
- LGT Aeroporto civile, Las Gaviotas, Colombia
- LGU Aeroporto Logan-Cache, Logan (Utah), Stati Uniti d'America
- LGW Aeroporto di Londra Gatwick, Londra, Regno Unito
- LGX Aeroporto civile, Lugh Ganane, Somalia
- LGY Aeroporto civile, Lagunillas, Venezuela
- LGZ Aeroporto civile, Leguizamo, Colombia
- LHA Aeroporto civile, Lahr, Germania
- LHB Aeroporto civile, Lost Harbor Sea Port, Stati Uniti d'America
- LHE Aeroporto Internazionale Allama Iqbal, Lahore, Pakistan
- LHG Aeroporto civile, Lightning Ridge (Nuova Galles del Sud), Australia
- LHI Aeroporto civile, Lereh, Indonesia
- LHK Aeroporto civile, Guanghua, Cina
- LHN Aeroporto civile, Lishan, Taiwan
- LHP Aeroporto civile, Lehu, Papua Nuova Guinea
- LHR Aeroporto di Londra Heathrow, Londra, Regno Unito
- LHS Aeroporto civile, Las Heras, Argentina
- LHV Aeroporto civile W.T. Piper, Lock Haven, Stati Uniti d'America
- LHW Aeroporto civile, Lanzhou, Cina
- LIA Aeroporto civile, Liangping, Cina
- LIB Aeroporto civile, Limbunya, Australia
- LIC Aeroporto Municipal, Limon (Colorado), Stati Uniti d'America
- LID Aeroporto civile, Leiden-Valkenburg, Paesi Bassi
- LIE Aeroporto civile, Libenge, Repubblica Democratica del Congo
- LIF Aeroporto Ouanaham, Lifou, Isole della Lealtà, Nuova Caledonia
- LIG Aeroporto Bellegarde, Limoges, Francia
- LIH Aeroporto civile, Lihue, Kauai, Stati Uniti d'America
- LII Aeroporto civile, Mulia, Indonesia
- LIJ Aeroporto civile, Long Island, Stati Uniti d'America
- LIK Aeroporto civile, Likiep Island, Stati Uniti d'America
- LIL Aeroporto Lesquin, Lilla, Francia
- LIM Aeroporto Internazionale Jorge Chávez, Lima, Perù
- LIN Aeroporto di Milano-Linate, Milano-Linate, Italia
- LIO Aeroporto International, Limón (Costa Rica), Costa Rica
- LIP Aeroporto civile, Lins, Brasile
- LIQ Aeroporto civile, Lisala, Repubblica Democratica del Congo
- LIR Aeroporto Tomas Guardia, Guanacaste Liberia, Costa Rica
- LIS Aeroporto da Portela de Sacavem - Dienco Sala 528, Lisbona, Portogallo
- LIT Aeroporto Regionale / Little Rock Adams Field, Little Rock (Arkansas), Stati Uniti d'America
- LIV Aeroporto civile, Livengood, Stati Uniti d'America
- LIW Aeroporto civile, Loikaw, Birmania
- LJA Aeroporto civile, Lodja, Repubblica Democratica del Congo
- LJC Aeroporto civile, Louisville Intercontinental, Stati Uniti d'America
- LJG Aeroporto civile, Lijang City, Cina
- LJN Aeroporto civile, Lake Jackson, Stati Uniti d'America
- LJU Aeroporto di Lubiana Jože Pučnik, Lubiana, Slovenia
- LKA Aeroporto civile, Larantuka, Indonesia
- LKB Aeroporto civile, Lakemba, Figi
- LKC Aeroporto civile, Lekana, Congo
- LKD Aeroporto civile, Lakeland Downs, Australia
- LKE Aeroporto Lake Union Spb, Seattle (Washington), Stati Uniti d'America
- LKG Aeroporto di Lokichoggio, Lokichoggio, Kenya
- LKI Aeroporto Mn/superior Lakeside Usaf, Duluth (Minnesota), Stati Uniti d'America
- LKK Aeroporto civile, Kulik Lake, Stati Uniti d'America
- LKL Aeroporto Banak, Lakselv, Norvegia
- LKN Aeroporto civile, Leknes, Norvegia
- LKO Aeroporto civile, Lucknow, India
- LKR Aeroporto civile, Las Korei, Somalia
- LKS Aeroporto civile, Lakeside, Stati Uniti d'America
- LKT Aeroporto civile, Lakota, Costa d'Avorio
- LKU Aeroporto civile, Lake Rudolf, Kenya
- LKV Lake County Airport, Lakeview (Oregon), Stati Uniti d'America
- LKY Aeroporto civile, Lake Manyara, Tanzania
- LLA Aeroporto Kallax, Luleå, Svezia
- LLE Aeroporto civile, Malelane, Sudafrica
- LLG Aeroporto civile, Chillagoe, Australia
- LLH Aeroporto civile, Las Limas, Honduras
- LLI Aeroporto civile, Lalibela, Etiopia
- LLL Aeroporto civile, Lissadel, Australia
- LLM Aeroporto civile, Long Lama, Malaysia
- LLN Aeroporto civile, Kelila, Indonesia
- LLP Aeroporto civile, Linda Downs, Australia
- LLS Aeroporto civile, Las Lomitas, Argentina
- LLW Aeroporto Kamuzu International, Lilongwe, Malawi
- LLX Aeroporto civile, Lyndonville, Stati Uniti d'America
- LLY Aeroporto civile, Mount Holly (New Jersey), Stati Uniti d'America
- LMA Aeroporto civile, Lake Minchumina (Alaska), Stati Uniti d'America
- LMB Aeroporto civile, Salima, Malawi
- LMC Aeroporto civile, Lamacarena, Colombia
- LMD Aeroporto civile, Los Menucos, Argentina
- LME Aeroporto Arnage, Le Mans, Francia
- LMG Aeroporto civile, Lamassa, Papua Nuova Guinea
- LMH Aeroporto civile, Limón, Honduras
- LMI Aeroporto civile, Lumi, Papua Nuova Guinea
- LML Aeroporto civile, Lae Island, Stati Uniti d'America
- LMM Aeroporto civile, Los Mochis, Messico
- LMN Aeroporto civile, Limbang, Malaysia
- LMP Aeroporto di Lampedusa, Lampedusa, Italia
- LMQ Aeroporto civile, Marsa El Brega, Libia
- LMR Aeroporto civile, Lime Acres, Sudafrica
- LMS Aeroporto civile, Louisville, Stati Uniti d'America
- LMT Aeroporto Kingsley Field, Klamath Falls (Oregon), Stati Uniti d'America
- LMX Aeroporto civile, López de Micay, Colombia
- LMY Aeroporto civile, Lake Murray, Papua Nuova Guinea
- LMZ Aeroporto civile, Palma, Mozambico

## LN-LZ
- LNA Aeroporto Palm Beach County Park, West Palm Beach (Florida), Stati Uniti d'America
- LNB Aeroporto civile, Lamen Bay, Vanuatu
- LNC Aeroporto civile, Lengbati, Papua Nuova Guinea
- LND Aeroporto civile, Lander (Wyoming), Stati Uniti d'America
- LNE Aeroporto civile, Lonorore, Vanuatu
- LNF Aeroporto civile, Munbil, Papua Nuova Guinea
- LNG Aeroporto civile, Lese, Papua Nuova Guinea
- LNH Aeroporto civile, Lake Nash, Australia
- LNI Aeroporto civile, Lonely Dew Stn, Stati Uniti d'America
- LNK Aeroporto Lincoln Municipal, Lincoln (Nebraska), Stati Uniti d'America
- LNM Aeroporto civile, Langimar, Papua Nuova Guinea
- LNN Aeroporto civile, Willoughby (Ohio), Stati Uniti d'America
- LNO Aeroporto civile, Leonora, Australia
- LNP Aeroporto civile Lonesome Pine Airport, Wise (Virginia), Stati Uniti d'America
- LNQ Aeroporto civile, Loani, Papua Nuova Guinea
- LNR Aeroporto Tri-County Regional, Lone Rock (Wisconsin), Stati Uniti d'America
- LNS Aeroporto civile, Lancaster (Pennsylvania), Stati Uniti d'America
- LNV Aeroporto civile, Londolovit, Papua Nuova Guinea
- LNX Aeroporto civile, Smolensk, Russia
- LNY Aeroporto Lanai, Lanai (Hawaii), Stati Uniti d'America
- LNZ Aeroporto Horsching, Linz, Austria
- LOA Aeroporto civile, Lorraine, Australia
- LOC Aeroporto civile, Lock, Australia
- LOD Aeroporto civile, Longana, Vanuatu
- LOE Aeroporto civile, Loei, Thailandia
- LOF Aeroporto civile, Loen, Stati Uniti d'America
- LOG Aeroporto civile, Longview (Washington), Stati Uniti d'America
- LOH Aeroporto civile, Loja, Ecuador
- LOI Aeroporto civile, Lontras (SC), Brasile
- LOK Aeroporto civile, Lodwar, Kenya
- LOL Aeroporto Derby Field, Lovelock (Nevada), Stati Uniti d'America
- LON Aeroporto civile, Londra, Regno Unito
- LOO Aeroporto civile, Laghouat, Algeria [2]
- LOQ Aeroporto civile, Lobatse, Botswana
- LOS Aeroporto Internazionale Murtala Muhammed, Lagos / Ikeja, Nigeria
- LOT Aeroporto Nexrad, Chicago, Stati Uniti d'America
- LOU Aeroporto Bowman Field, Louisville (Kentucky), Stati Uniti d'America
- LOV Aeroporto civile, Monclova, Messico
- LOY Aeroporto civile, Loyangalani, Kenya
- LOZ Aeroporto London-Corbin Airport, London (Kentucky), Stati Uniti d'America
- LPA Aeroporto Gran Canaria, Las Palmas, Canarie Spagna
- LPB Aeroporto Internazionale di El Alto, La Paz, Bolivia
- LPC Aeroporto Lompoc, Lompoc (California), Stati Uniti d'America
- LPD Aeroporto civile, La Pedrera, Colombia
- LPE Aeroporto civile, La Primavera, Colombia
- LPG Aeroporto Aerodromo Tolosa, La Plata, Argentina
- LPH Aeroporto civile, Eliporto Lochgilphead, Regno Unito
- LPI Aeroporto Saab, Linköping, Svezia
- LPJ Aeroporto civile, Pijiguaos, Venezuela
- LPK Aeroporto civile, Lipeck, Russia
- LPL Aeroporto John Lennon (Speke), Liverpool, Regno Unito
- LPM Aeroporto Malekula, Lamap, Vanuatu
- LPO Aeroporto civile, La Porte, Stati Uniti d'America
- LPP Aeroporto civile, Lappeenranta, Finlandia
- LPQ Aeroporto civile, Luang Prabang, Laos
- LPS Aeroporto civile, Lopez Island (Washington), Stati Uniti d'America
- LPT Aeroporto civile, Lampang, Thailandia
- LPU Aeroporto civile, Longapung, Indonesia
- LPW Aeroporto civile, Little Port Walter (Alaska), Stati Uniti d'America
- LPX Aeroporto civile, Liepaya, Lettonia
- LPY Aeroporto Loudes, Le Puy-en-Velay, Francia
- LQK Aeroporto civile, Contea di Pickens (Carolina del Sud), Stati Uniti d'America
- LQM Aeroporto civile, Puerto Leguízamo, Colombia
- LQN Aeroporto civile, Qala-I-Naw, Afghanistan
- LRA Aeroporto civile, Larissa, Grecia
- LRB Aeroporto civile, Leribe, Lesotho
- LRD Aeroporto Laredo International, Laredo (Texas), Stati Uniti d'America
- LRE Aeroporto Longreach, Longreach (Queensland), Australia
- LRG Aeroporto civile, Loralai, Pakistan
- LRH Aeroporto di La Rochelle Isola di Ré, La Rochelle, Francia
- LRI Aeroporto civile, Lorica, Colombia
- LRJ Aeroporto civile, Lemars Municipal, Stati Uniti d'America
- LRL Aeroporto di Niamtougou militare aperto al traffico civile, Niamtougou, Togo
- LRM Aeroporto Internazionale La Romana, La Romana/Casa de Campo, Repubblica Dominicana
- LRN Aeroporto civile, Moses Lake Larson AFB, Stati Uniti d'America
- LRQ Aeroporto civile, Laurie River, Canada
- LRS Aeroporto civile, Lero, Grecia
- LRT Aeroporto Lann-Bihouet, Lorient, Francia
- LRU Aeroporto civile, Las Cruces, Stati Uniti d'America
- LRV Aeroporto civile, Los Roques, Venezuela
- LSA Aeroporto civile, Losuia, Papua Nuova Guinea
- LSB Aeroporto civile, Lordsburg, Stati Uniti d'America
- LSC Aeroporto La Florida, La Serena, Cile
- LSD Aeroporto civile, Lexington / Creech (Kentucky), Stati Uniti d'America
- LSE Aeroporto La Crosse municipal, La Crosse (Wisconsin), Stati Uniti d'America
- LSF Aeroporto militare Lawson Army Airfield, Columbus, Stati Uniti d'America
- LSH Aeroporto civile, Lashio, Birmania
- LSI Aeroporto Sumburgh, Shetland, Regno Unito
- LSJ Aeroporto civile, Long Island, Papua Nuova Guinea
- LSL Aeroporto civile, Los Chiles, Costa Rica
- LSM Aeroporto civile, Long Semado, Malaysia
- LSN Aeroporto civile, Los Banos, Stati Uniti d'America
- LSO Aeroporto Talmont, Les Sables-d'Olonne, Francia
- LSP Aeroporto Josefa Carnejo, Las Piedras, Venezuela
- LSP Aeroporto civile, Las Piedras, Costa Rica
- LSQ Aeroporto Maria Dolores, Los Angeles, Cile
- LSR Aeroporto civile, Lost River, Stati Uniti d'America
- LSS Aeroporto civile Les Saintes, Terre-de-Haut, Guadalupa
- LST Aeroporto Launceston, Launceston (Tasmania), Australia
- LSU Aeroporto civile, Long Sukang, Malaysia
- LSV Aeroporto Nellis Air Force Base, Las Vegas, Stati Uniti d'America
- LSW Aeroporto Malikussaleh, Lhokseumawe, Indonesia
- LSX Aeroporto civile, Lhok Sukon, Indonesia
- LSY Aeroporto civile, Lismore, Australia
- LSZ Aeroporto civile, Lussinpiccolo, Croazia
- LTA Aeroporto civile, Tzaneen, Sudafrica
- LTB Aeroporto civile, Latrobe, Australia
- LTC Aeroporto civile, Lai, Ciad
- LTD Aeroporto civile, Ghadames, Libia
- LTF Aeroporto civile, Leitre, Papua Nuova Guinea
- LTH Aeroporto civile Jackass Aeropark, Lathrop Wells, Stati Uniti d'America
- LTI Aeroporto civile, Altaj, Mongolia
- LTK Aeroporto civile, Latakia, Siria
- LTL Aeroporto civile, Lastourville, Gabon
- LTM Aeroporto civile, Lethem, Guyana
- LTN Aeroporto Luton International, Londra, Regno Unito
- LTO Aeroporto civile, Loreto, Messico
- LTP Aeroporto civile, Lyndhurst, Australia
- LTQ Aeroporto Paris Plage, Le Touquet-Paris-Plage, Francia
- LTR Aeroporto civile, Letterkenny, Eire
- LTS Aeroporto Air Force Base, Altus (Oklahoma), Stati Uniti d'America
- LTT Aeroporto La Mole, Saint-Tropez, Francia
- LTV Aeroporto civile, Lotus Vale, Australia
- LTW Aeroporto civile St. Mary's County Regional Airport, Leonardtown, Stati Uniti d'America
- LUA Aeroporto civile, Lukla, Nepal
- LUB Aeroporto civile, Lumid Pau, Guyana
- LUC Aeroporto civile, Laucala Island, Figi
- LUD Aeroporto civile, Lüderitz, Namibia
- LUE Aeroporto civile, Lučenec, Slovacchia
- LUF Aeroporto civile, Luke Air Force Base, Phoenix (Arizona), Stati Uniti d'America
- LUG Aeroporto di Lugano-Agno, Lugano, Svizzera
- LUH Aeroporto civile, Ludhiana, India
- LUI Aeroporto civile, La Unión, Honduras
- LUJ Aeroporto civile, Lusikisiki, Sudafrica
- LUK Aeroporto Municipale le di Cincinnati, Stati Uniti d'America
- LUL Aeroporto civile, Laurel (Mississippi), Stati Uniti d'America
- LUM Aeroporto civile, Luxi, Cina
- LUN Aeroporto Lusaka International, Lusaka, Zambia
- LUO Aeroporto Luso, Luena, Angola
- LUP Aeroporto civile, Kalaupapa (Hawaii), Stati Uniti d'America
- LUQ Aeroporto civile, San Luis, Argentina
- LUR Aeroporto Cape Lisburne LRRS, Cape Lisburne (Alaska), Stati Uniti d'America
- LUS Aeroporto civile, Lusanga, Repubblica Democratica del Congo
- LUT Aeroporto civile, Laura Station, Australia
- LUU Aeroporto civile, Laura, Australia
- LUV Aeroporto civile, Langgur, Indonesia
- LUW Aeroporto civile, Luwuk, Indonesia
- LUX Aeroporto di Lussemburgo-Findel, Lussemburgo, Lussemburgo
- LUY Aeroporto civile, Lushoto, Tanzania
- LUZ Aeroporto civile, Lushan, Cina
- LVA Aeroporto Entrammes, Laval, Francia
- LVB Aeroporto civile, Livramento (RS), Brasile
- LVD Aeroporto civile, Lime Village (Alaska), Stati Uniti d'America
- LVI Aeroporto Internazionale Harry Mwanga Nkumbula, Livingstone, Zambia
- LVK Aeroporto Municipal, Livermore (California), Stati Uniti d'America
- LVL Aeroporto civile, Lawrenceville (Virginia), Stati Uniti d'America
- LVM Aeroporto Mission Field, Livingston (Montana), Stati Uniti d'America
- LVO Aeroporto Laverton Aerodrome, Laverton (Australia Occidentale), Australia
- LVP Aeroporto civile, Lavan, Iran
- LVS Aeroporto Municipal, Las Vegas (Nuovo Messico), Stati Uniti d'America
- LWB Aeroporto Greenbrier Valley, Lewisburg / Greenbrier (Virginia Occidentale), Stati Uniti d'America
- LWC Aeroporto Municipal, Lawrence (Kansas), Stati Uniti d'America
- LWE Aeroporto civile, Lewoleba, Indonesia
- LWH Aeroporto civile, Lawn Hill, Australia
- LWI Aeroporto civile, Lowai, Papua Nuova Guinea
- LWK Aeroporto Lerwick/Tingwall, Isole Shetland, Regno Unito
- LWL Aeroporto civile, Wells, Stati Uniti d'America
- LWM Aeroporto Municipal, Lawrence (Massachusetts), Stati Uniti d'America
- LWN Aeroporto Shirak di Gyumri, già Leninakan, Armenia
- LWO Aeroporto di Leopoli, Leopoli, Ucraina
- LWR Aeroporto civile, Leeuwarden, Paesi Bassi
- LWS Aeroporto Nez Percé, Lewiston (Idaho), Stati Uniti d'America
- LWT Aeroporto Lewiston Municipal, Lewistwon (Montana), Stati Uniti d'America
- LWV Aeroporto Internazionale Lawrenceville-Vincennes, Lawrenceville (Illinois), Stati Uniti d'America
- LWY Aeroporto civile, Lawas, Malaysia
- LXA Aeroporto civile, Lhasa, Cina
- LXG Aeroporto civile, Luang Namtha, Laos
- LXN Aeroporto civile, Lexington (Nebraska), Stati Uniti d'America
- LXR Aeroporto civile, Luxor, Egitto
- LXS Aeroporto civile, Lemno, Grecia
- LXU Aeroporto civile, Lukulu, Zambia
- LXV Aeroporto Lake County, Leadville (Colorado), Stati Uniti d'America
- LYA Aeroporto civile, Luoyang, Cina
- LYB Aeroporto Boddenefield, Little Cayman, Isole Cayman
- LYC Aeroporto civile, Lycksele, Svezia
- LYG Aeroporto Xinpu, Lianyungang, Cina
- LYH Aeroporto Lynchburg Municipal, Lynchburg (Virginia), Stati Uniti d'America
- LYK Aeroporto civile, Lunyuk, Indonesia
- LYN Aeroporto Bron, Lione, Francia
- LYP Aeroporto di Faisalabad, Faisalabad, Pakistan
- LYR Aeroporto Svalbard, Longyearbyen, Norvegia
- LYS Aeroporto Internazionale Saint-Exupéry (ex Satolas), Lione, Francia
- LYT Aeroporto civile, Lady Elliot Island, Australia
- LYU Aeroporto civile, Ely (Minnesota), Stati Uniti d'America
- LYX Aeroporto Lydd - Ashfrd, Lydd, Regno Unito
- LZA Aeroporto civile, Luiza, Repubblica Democratica del Congo
- LZC Aeroporto civile, Lázaro Cárdenas del Río, Messico
- LZD Aeroporto Lanzhoudong, Lanzhou, Cina
- LZH Aeroporto civile, Liuzhou, Cina
- LZI Aeroporto civile, Luozi, Repubblica Democratica del Congo
- LZO Aeroporto civile, Luzhou, Cina
- LZR Aeroporto civile, Lizard Island (Queensland), Australia